# Baculitidae
Baculitidae (лат.) — семейство вымерших аммоноидных головоногих моллюсков, обитавших преимущественно в позднем меловом периоде. Часто включаются в подотряд Ancyloceratina.
Роды Baculitidae характеризуются небольшой или мельчайшей начальной спиралью, состоящей примерно из двух мутовок, за которой следует длинный прямой или слегка изогнутый стержень. Роды различают по размерам, общей форме, особенностям шва и орнаментации раковин. Могут достигать длины 120 см и более.
Baculitidae встречаются по всему миру в отложениях от верхнеальбского до маастрихтского возраста. Родственные семейства: Anisoceratidae, Diplomoceratidae, Hamitidae, Nostoceratidae и Turrilitidae; все они вместе с Baculitidae включены в надсемейство Turrilitoidea.
По данным Paleobiology Database на февраль 2024 года в семейство включают следующие роды:
- Baculites
- Boehmoceras
- Eubaculites
- Fresvillia
- Lechites
- Pseudobaculites
- Sciponoceras
- Trachybaculites
- Tuberosciponoceras